# Нджомия, Марианта
Марианта Нджомия (англ. Iya Marianta Njomia; род. 1965) — политический деятель Федеративной Республики Амбазония, председатель попечительского совета британской НКО «Friends of British Southern Cameroon», занимающаяся благотворительностью и сбором средств в Великобритании для Южного Камеруна. С 3 февраля 2022 года — 3-й президент Федеративной Республики Амбазония.
До назначения президентом занимала пост заместителя министра образования Амбазонии, а также возглавляла различные ассоциации. Профессор физики в Великобритании, учительница из Лондона. Была назначена группой противников предыдущего президента Сако, что явилось результатом раскола сепаратистского движения.